# Бранденбургские ворота (станция)
Бранденбургские ворота (нем. Brandenburger Tor) — станция метро и городской электрички в Берлине, обслуживает линии U5, S1, S2, S25, S26. Названа в честь архитектурной достопримечательности Берлина — Бранденбургских ворот.
Станция метро открыта в 2009 году. Располагается между станциями «Бундестаг» и «Унтер-ден-Линден». До соединения с линией U5 в 2020 году была конечной на линии U55. Станция трёхпролётная, в конце изогнутая.
Станция городской электрички открыта в 1936 году, до 2009 года называлась Unter den Linden, по главной улице Берлина, вдоль которой располагается.